# Les Matelles
Les Matelles (okcitansko Las Matèlas) je naselje in občina v južnem francoskem departmaju Hérault regije Languedoc-Roussillon. Leta 2008 je naselje imelo 1.537 prebivalcev.

## Geografija
Naselje leži v pokrajini Languedoc ob reki Lirou, 17 km severno od Montpelliera.

## Uprava
Les Matelles je sedež istoimenskega kantona, v katerega so poleg njegove vključene še občine Cazevieille, Combaillaux, Murles, Prades-le-Lez, Saint-Bauzille-de-Montmel, Saint-Clément-de-Rivière, Saint-Jean-de-Cuculles, Saint-Gély-du-Fesc, Saint-Mathieu-de-Tréviers, Saint-Vincent-de-Barbeyrargues, Sainte-Croix-de-Quintillargues, Le Triadou in Vailhauquès s 30.719 prebivalci.
Kanton Les Matelles je sestavni del okrožja Montpellier.

## Zanimivosti
- ohranjeno srednjeveško jedro kraja,
- cerkev Marijinega Vnebovzetja,
- medobčinski muzej prazgodovine.